# Tessère de Salus
Salus Tessera
Pour les articles homonymes, voir Salus.
La tessère de Salus (désignation internationale : Salus Tessera) est un terrain polygonal situé sur Vénus dans le quadrangle de Scarpellini. Il a été nommé en référence à Salus, déesse romaine de la santé et de la prospérité.